# Östra Ryd
Östra Ryd est une localité de Suède dans la commune de Söderköping située dans le comté d'Östergötland.
Sa population était de 460 habitants en 2019.